# السحل
السحل یک منطقهٔ مسکونی در سوریه است که در استان ریف دمشق واقع شده‌است.

## خصوصیات
السحل ۵٬۶۷۷ نفر جمعیت دارد و ۱٬۴۹۹ متر بالاتر از سطح دریا واقع شده‌است.